# Hymenophyllum acanthoides
Hymenophyllum acanthoides är en hinnbräkenväxtart som först beskrevs av V. d. Bosch, och fick sitt nu gällande namn av Eduard Rosenstock. Hymenophyllum acanthoides ingår i släktet Hymenophyllum och familjen Hymenophyllaceae. Inga underarter finns listade.